# مبولة (رعاية صحية)

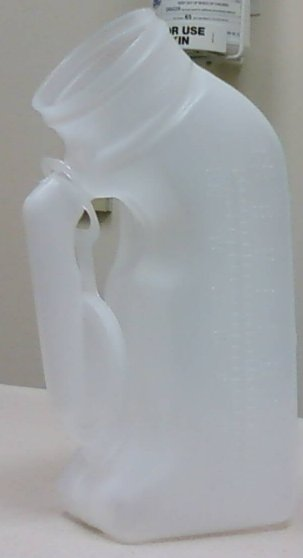
مبولة للذكور

المبولة هي قنينة أو عبوة تستعمل للتبول. تستعمل عادة في الرعاية الصحية للمرضى الذين يعانون من صعوبة في النهوض من السرير أثناء النوم.
تسمح المبولة للمريض الذي يستطيع تحريك ذراعيه من قضاء الحاجة [الإنجليزية] بشكل مستقل.
كما تستعمل المبولة أحيانا للأشخاص القادرين على استعمال المراحيض العادية لكن في هذه الحالة لغرض قياس حجم البول المطروح.
عادة ما ينصح الأشخاص القادرون على الحركة على استعمال المراحيض العادية لأن استعمال المبولة لفترات طويلة قد يؤدي إلى الإمساك ومشاكل في التبول.
تتوفر مبولات للذكور وهي أسهل استعمالا بسبب شكل أعضاء الرجل، كما توجد مبولات للإناث وهي صعبة الاستعمال، لذلك يفضل استعمال مدفأة السرير (أو نونية السرير) لأنها أسهل. تحتاج مبولة الإناث إلى فتحة أوسع، كما يجب أن توضع بين الساقين، وتعد المبولة النسائية عملية للنساء اللواتي يستعملن الكرسي المتحرك وليس السرير، لكن فتحة المبولة قد تصاب بتلوث بالجراثيم والتي يمكن معالجتها بأنواع مختلفة من الكيمياويات.